# Kemari

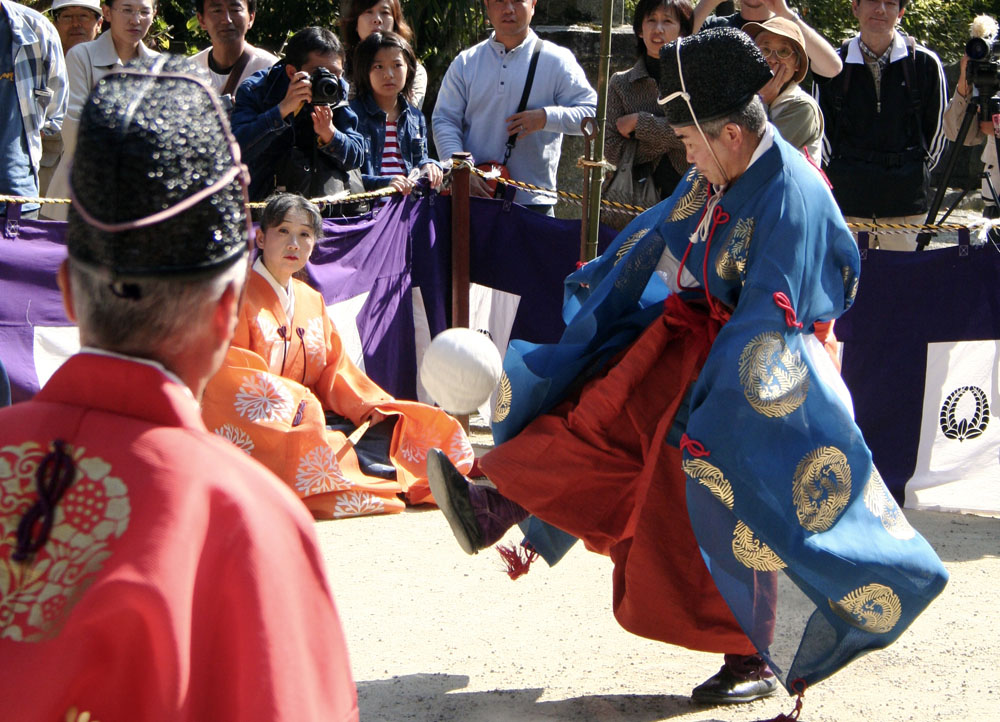
Kemari

Kemari is het Japanse oervoetbal. Het is een spel zonder winnaars of verliezers en met een apart tenue.
Kemari komt, net als zoveel zaken in de Japanse cultuur, oorspronkelijk uit China.
Zhugju('trap-bal'), het Chinese voetbal, zou zijn uitgevonden door de Gele Keizer in 2690 v.C. Hij gaf zijn hovelingen bevel met een afgehakt hoofd te voetballen. Voor de Chinezen was voetbal oorlog, het was een onderdeel van de militaire training. Het Chinese voetbal werd tussen 500 en 700 na Christus in Japan ingevoerd. De volkssport in Japan werd sumo-worstelen en niet Kemari. Nu zijn er nog maar een handvol plekken waar Kemari gespeeld wordt.

## Technieken van Kemari
Het spel kent geen formele regels, alleen tradities. Iedere keer als een speler tegen de bal trapt roept hij 'arijaah', wanneer hij de bal afstaat roept hij 'ari'; 'arijaah, arijaah, arijaah, ari'.
Kemari is een zeer fysiek behendigheidsspel.
De enige bedoeling is balvaardigheid te demonstreren.
Er is ook geen scheidsrechter. Volgens de legende zou een Japanse keizer de bal 1000 keer omhoog getrapt hebben.
Als een speler in bezit is van de bal, mag hij er zo vaak als hij wil tegen trappen, alvorens hij hem aan een andere speler doorgeeft.
De bal moet steeds gecontroleerd worden met de voeten.
Kemari wordt gespeeld met acht spelers.

## Klederdracht bij Kemari
Bij het adellijke karakter van het spel paste formele kleding. De huidige vorm dateert uit de 13de/14de eeuw.
- Kamo-gutsu ('ganzenschoenen'): Speciale schoenen van hertenleer. Blauw van buiten, wit van binnen.
- Mari-suikan ('gewaad voor het balspel'): Zijden 'jas' met brede, lange mouwen
- Mari-bakama ('broek voor het balspel'): Meestal donkerblauwe of paarse pofbroek
- Eboshi ('kraaienhoed'): Zwart hoofddeksel, soms van lakwerk
- Mari: Voetbal gemaakt van hertenleer, gevuld met zaagsel. 24cm diameter